# Cives
Cives su bili punopravni građani Staroga Rima. Imali su dokumente kojim su bili nositelji svih prava koja su predviđena za punopravne civile lat. civitas). U početku Rimskog Carstva, još za vrijeme kraljevstva, ovakav status su imali isključivo patriciji (starosjedioci), dok plebejci (novopridošlice) nisu imali politička prava niti mogućnost sklapanja brakova s patricijima. Ravnopravnost su stekli tek početkom republike. 
Krajem republikanskog perioda i Latini stječu civitas, da bi Karakalinom konstitucijom 212. godine prozvanom Constitutio Antoniniana, civitas stekli svi slobodni stanovnici Carstva. 

## Status

### Dobivanje statusa
- Roditelji su patriciji;
- Oslobođenjem iz ropstva;
- Donatio civitatis: osobe, a u nekim slučajevima i čitava mjesta dobivala su državljanstvo temeljem odluke magistrata ili careva.

### Gubitak statusa
- Progonstvom (aque et ignis interdictio - zabrana uporabe vode i vatre);
- Preseljenjem i stjecanjem građanstva u drugom mjestu.

### Ograničenje statusa
- Oslobođenim robovima
- Osobama pod Cenzorskom zabilješkom (nota cenzoria), tj. osobama koje se oglušuju na moralna pravila;
- kršćanima, Židovima i drugim, u to vrijeme tako smatranim, hereticima.